# Isaac Asare
Isaac Asare (Kumasi, Ghana, 1 de septiembre de 1974) es un exfutbolista de Ghana que jugaba en la posición de lateral derecho.

## Carrera

### Club
| Periodo   | Club             |
| --------- | ---------------- |
| 1990-1991 | Cornerstones     |
| 1992-1997 | RSC Anderlecht   |
| 1997-1999 | Cercle Brugge    |
| 1999-2000 | Naoussa FC       |
| 2001-2003 | KFC Dessel Sport |
| 2003-2004 | Lentezon Beerse  |

### Selección nacional
A nivel de selecciones menores participó en dos ediciones del Mundial Sub-17, en la Copa Mundial de Fútbol Sub-20 de 1993 en Australia y ganó la medalla de bronce en los Juegos Olímpicos de Barcelona 1992. Jugó para Ghana en 29 ocasiones de 1992 a 1998 y anotó un gol; y participó en dos ediciones de la Copa Africana de Naciones, siendo seleccionado en el equipo ideal del torneo en la edición de 1996.

## Logros

### Club
- Primera División de Bélgica (3): 1992–93, 1993–94, 1994–95
- Copa de Bélgica (1): 1993-94
- Supercopa de Bélgica (2): 1993, 1995

### Individual
- Mejor futbolista del Círculo de Brujas en 1998.
- Equipo Ideal de la Copa Africana de Naciones 1996.